# Frederiksberg Allé
 For alternative betydninger, se Frederiksberg Allé (flertydig).
Frederiksberg Allé er en allé på Frederiksberg og Vesterbro, som løber syd for Gammel Kongevej mellem Vesterbro og Frederiksberg Have. I den østlige ende ligger den statelige Sankt Thomas Plads (eller Den lille Runddel), og i den vestlige ende ligger Frederiksberg Runddel.
Frederiksberg Allé har mange teatre og cafeer. I nr. 57 ligger Betty Nansen Teatret. Det opførtes som koncertsalen Odeon i 1857, og blev i 1869 ombygget til Frederiksberg Morskabsteater. Teatret var ejet af Betty Nansen fra 1917 til 1943. I nr. 98 lå fra 1949 ABC-Teatret, som i 1999 og er erstattet af boligbyggeriet ABC-Huset. I nr. 102 ligger Aveny-T, der tidligere har heddet Fønix-Teatret (1919), Aveny-Teatret (1957) og Dr. Dantes Aveny (2001). 
I 2019 åbnede metrostationen Frederiksberg Allé i forbindelse med etableringen af Cityringen. 

## Frederiksberg Allés historie
Frederiksberg Allé (Kongevejen eller Den nye Kongevej) blev anlagt i årene 1700-04 som forbindelsesvej mellem København og Prinsens Gård, der lå ved den nuværende Frederiksberg Runddel, med parisisk inspiration. Indtil 1765 gik alléen kun fra slottet til Sankt Thomas Plads, men herefter blev den forlænget mod øst til Vesterbrogade. I 1785 blev der opført en stor jernport med en låge, hvor alléen munder ud i Vesterbrogade. Iflg. mindestøtterne på Sankt Thomas Plads er allén anlagt 1701.
Frederiksberg Allé var forbeholdt kongen og hoffet, og kun de, og senere udvalgte grundejere, havde nøgler til porten og måtte køre på alléen. I 1833 blev privat kørsel dog tilladt. I 1862 blev porten nedtaget og kan i dag ses som indgang til Søndermarken på hjørnet af Pile Allé og Roskildevej. I 1867 overtog Frederiksberg Kommune alléen.
Der opstod i årene efter 1780 en række landsteder nord for alléen: Sommerro, Vennersly, Sommerlyst (hvis hovedbygning fra 1850'erne i dag er Aveny-T), Sans Souci og Alléenberg. Alle er væk i dag, og erstattet af høj bebyggelse fra omkring 1900. På sydsiden lå bl.a. forfatteren Carit Etlars villa (den nuværende Carit Etlars Vej går gennem, hvor villaens have lå).
Alléenberg og Sommerlyst tæt ved Allégade var populære udflugtsmål igennem 1800-tallet. Tivolis grundlægger Georg Carstensen etablerede på alléen i 1857 forlystelsesstedet Alhambra, der bl.a. omfattede en koncertsal i maurisk stil med plads til 2.000 personer.
Da Alhambra måtte lukke, blev der plads til boligkvarteret omkring Alhambravej og Hauchsvej. Hvor Alléenberg før lå, opførtes i 1923-24 Den Franske Skole, der ved en fejl blev bombet under 2. verdenskrig.
Sankt Thomas Plads har sit navn fra den dansk-vestindiske ø Sankt Thomas. På pladsen lå en lystejendom fra slutningen af 1800-tallet, der i 1872 blev købt af apoteker A.H. Riise, der havde drevet apotek på de vestindiske øer, og som kaldte ejendommen St. Thomas. Pladsens to fontæner, med figurer af en hhv. falkoner og en amagerkone, blev opstillet i 1932 i anledning af Frederiksberg Kommunes 75-års-jubilæum. Navnet Sankt Thomas Plads blev officielt i 2004, men navnet har været brugt i daglig tale lang tid forinden.
I januar 2010 blev den sidste eksisterende villa på alléen, Frederiksberg Allé 41 (hjørnet af Platanvej), revet ned. Den var blevet købt af kommunen i 2006 for at sikre et areal til den kommende station. Den første villa på dette sted blev opført 1866 og tegnet af Ove Petersen. Villaen var fra 1935 og opført i røde mursten i en funktionalistisk stil. Tårnet og garagen (tidligere staldbygning) fra den oprindelige villa var bevaret og indarbejdet i huset. Kælderfundamentet fra den gamle villa blev også genbrugt. Efter den tyske besættelse af Danmark i 1940 ansøgte villaens daværende ejer, filmproducent John Olsen (1888-1959), om at anlægge et beskyttelsesrum i haven, hvor han kunne opbevare film. Olsen var stifter af SAGA-biografen på Vesterbrogade og SAGA-studierne i Charlottenlund. Olsen fik tilladelse til at etablere beskyttelsesrummet, som fandtes indtil nedrivningen.